# Lauwin-Planque
Lauwin-Planque település Franciaországban, Nord megyében. Lakosainak száma 1593 fő (2022. január 1.). Lauwin-Planque Flers-en-Escrebieux, Cuincy, Douai és Esquerchin községekkel határos.

## Népesség
A település népességének változása:
| Lakosok száma | 1771 | 1750 | 1739 | 1679 | 1644 | 1621 | 1604 | 1582 | 1593 |
|               | 2013 | 2015 | 2016 | 2017 | 2018 | 2019 | 2020 | 2021 | 2022 |